# Brandiston
Brandiston es un pequeño pueblo y una parroquia civil cerca del centro del condado de Norfolk, Inglaterra, a unas dos millas al sureste de la pequeña ciudad comercial de Reepham, cinco millas al suroeste de la ciudad más grande de Aylsham y 10 millas al noroeste de la ciudad de Norwich  A los efectos del gobierno local, se encuentra dentro del distrito de Broadland. La aldea de Guton se encuentra dentro de la parroquia.

## Geografía
El censo de 2001 registró una población de Brandiston de solo 44 habitantes. El grueso de la parroquia está ocupado por tierras de cultivo, principalmente de cultivo. En el censo de 2011, la población era inferior a 100 y fue incluida en la parroquia civil de Booton.

## Historia
El nombre de Brandiston es de origen anglosajón y deriva del inglés antiguo para granja o asentamiento de Brant.
En el Domesday Book, Brandiston se describe como un asentamiento de cuatro familias, con el pueblo perteneciente a Guillermo I de Inglaterra.
Brandiston es una de las 124 iglesias de torre redonda restantes de Norfolk, que datan de antes de la conquista normanda. La iglesia de San Nicolás fue remodelada significativamente a fines del siglo XIV y, nuevamente, en 1844 por Edward Blore a pedido de la familia Athill local. Hoy en día, la iglesia no se usa con frecuencia y es mantenida por Churches Conservation Trust.
En la década de 1850, se construyeron cuatro casas de beneficencia para beneficio de los feligreses. Estas fueron financiadas por las generosas donaciones de William Gurney casi trescientos años antes.
Durante la Segunda Guerra Mundial, Brandiston fue la sede de la RAF Swannington. A lo largo de la guerra, en Brandiston estuvo la base de los Hurricane del escuadrón n.º 85 de la RAF y de los Mosquito del escuadrón n.º 157 de la RAF. El avión cayó en desuso después de la guerra y finalmente se vendió en 1957, volviéndose mayormente al uso agrícola.

## Lugares de interés
Hay un pequeño procomún en el oeste de la parroquia, rodeado de cabañas que se construyeron originalmente para albergar a los trabajadores de Guton Hall y The Grove en Booton.
Los restos de una cruz de tocón se encuentran en el límite este de la parroquia, en la carretera Cawston-Norwich.

## Monumento a la guerra
La iglesia de San Nicolás tiene una placa de mármol que conmemora la muerte de los dos hijos del rector de la parroquia durante la Primera Guerra Mundial. Se enumeran como:
- Lieutenant Preston A. A. Enright (1899-1918), No. 22 Squadron, Royal Flying Corps
- Second-Lieutenant Anthony B. Enright (1896-1917), 17th Brigade Royal Field Artillery